# Scaun Aeron

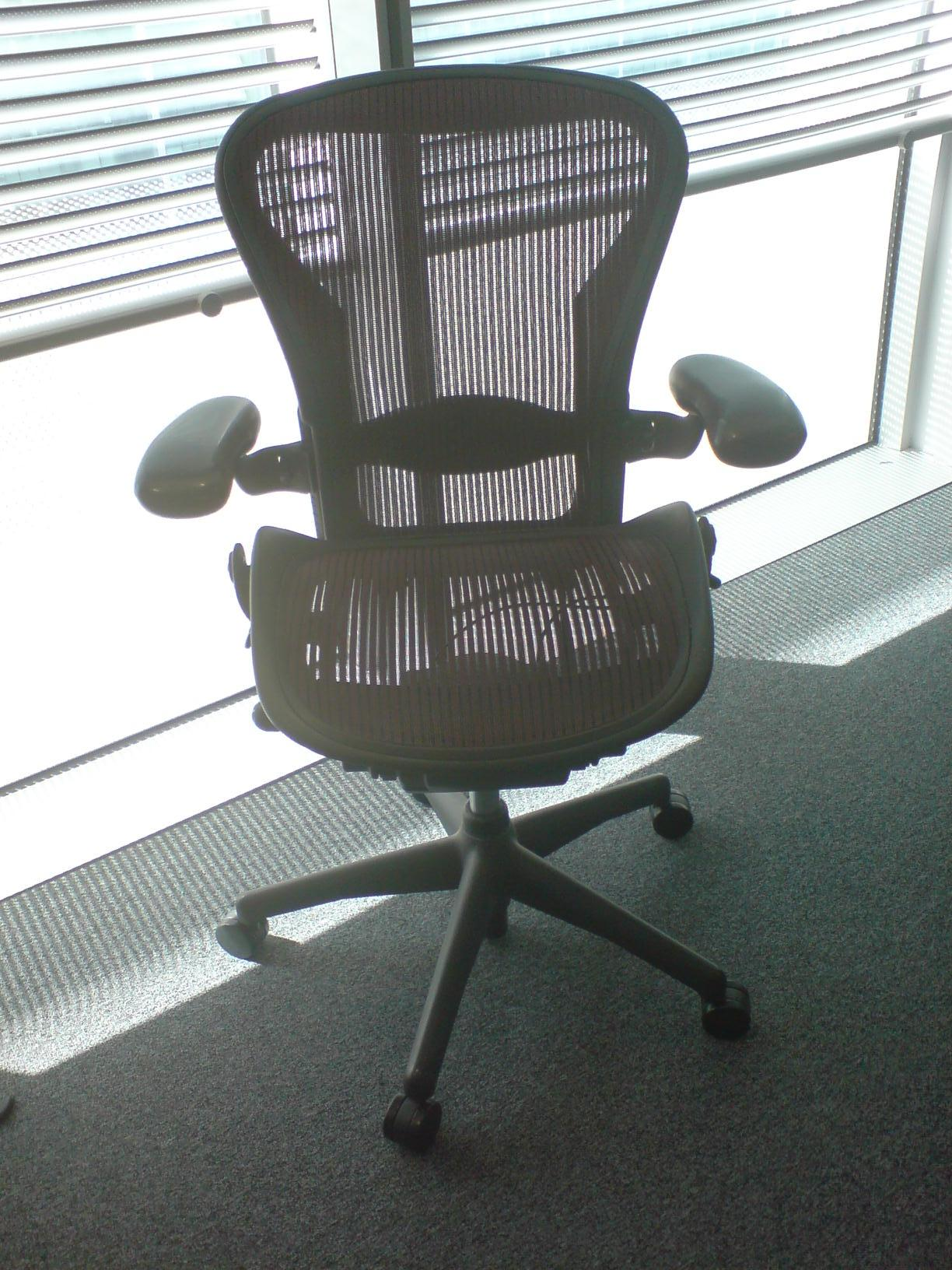
Scaunul Aeron într-un birou.

Scaunul Aeron, conform originalului din engleză, [the] Aeron chair, este un produs de design industrial al companiei americane Herman Miller, proiectat în 1994 de Don Chadwick și Bill Stumpf.  Este un scaun ergonomic, care este relativ scump, dar considerat adesea ca fiind foarte confortabil. 
Scaunul Aeron a devenit un simbol al epocii fervente a creșterii și descreșterii influenței și rolului companiilor numite general dot-com din anii târzii 1990.  Oricum, designul său revoluționar a primit rapid o binemeritată atenție fiind inclus în colecția permanentă de artă a celebrului MOMA (un acronim pentru Museum of Modern Art din New York City). 
Scaunul nu este acoperit cu nici un fel de material de tapițerie.  Atât scaunul, cât și spătarul acestuia sunt confecționate dintr-un material sintetic semi-transparent și extrem de rezistent numit en  "Pellicle".   Un alt element foarte interesant al ofertei acestui scaun este realizarea sa în trei variante de mărime diferite, așa-numitele A, B și C corespunzând pentru mic (Small), mediu (Medium) și respectiv mare (Large).  Mărimea scaunului poate fi ușor depistată tactil prin atingerea numărului de umflături (1, 2 ori 3) plasate sub mânerul pârghiei de reglare a înălțimii șezutului scaunului din spatele acestuia. 
Este interesant că, în ciuda calităților remarcabile ale scaunului Aeron, acesta a fost inițial aproape ignorat.  "Lupta" pentru deschiderea unui debușeu în piața scaunelor a fost foarte interesantă, iar descrierea amănunțită a procesului de recunoaștere a valorii scaunului a fost descris amănunțit de Malcolm Gladwell în cartea sa Blink.